# 韦尔霍波利耶农村居民点
韦尔霍波利耶农村居民点（俄语：Верхопольское сельское поселение）是俄罗斯联邦布良斯克州卡拉切夫区所属的一个农村居民点。其下辖有14个居民点，行政中心为乔普洛耶。据2015年统计，该农村居民点的人口为1043人。